# Puszcza Knyszyńska
Puszcza Knyszyńska este o arie protejată (arie de protecție specială avifaunistică — SPA) din Polonia întinsă pe o suprafață de 139.590,23 ha, integral pe uscat.

## Localizare
Centrul sitului Puszcza Knyszyńska este situat la coordonatele 53°10′56″N 23°35′15″E / 53.1822°N 23.5874°E.

## Înființare
Situl Puszcza Knyszyńska a fost declarat arie de protecție specială avifaunistică în noiembrie 2004 pentru a proteja 61 de specii de animale.

## Biodiversitate
Situată în ecoregiunea continentală, aria protejată nu include niciun habitat protejat.
La baza desemnării sitului se află mai multe specii protejate de  păsări (61): uliu păsărar (Accipiter nisus), lăcar mare (Acrocephalus arundinaceus), minunița (Aegolius funereus), pescăruș albastru (Alcedo atthis), rață pitică (Anas crecca), fâsă-de-câmp (Anthus campestris), acvilă țipătoare mică (Aquila pomarina), ciuf de câmp (Asio flammeus), cocoșul de mesteacăn (Bonasa bonasia), buhai de baltă (Botaurus stellaris), buha (Bubo bubo), caprimulg (Caprimulgus europaeus), mugurar roșu (Carpodacus erythrinus),  prundaș gulerat mic (Charadrius dubius), prundaș gulerat mare (Charadrius hiaticula), barză albă (Ciconia ciconia), barză neagră (Ciconia nigra), șerpar (Circaetus gallicus), erete de stuf (Circus aeruginosus), erete vânăt (Circus cyaneus), erete cenușiu (Circus pygargus), porumbel de scorbură (Columba oenas), dumbrăveancă (Coracias garrulus), cristeiul de câmp (Crex crex), lebădă de iarnă (Cygnus cygnus), ciocănitoare cu spate alb (Dendrocopos leucotos), ciocănitoarea de stejar (Dendrocopos medius), ciocănitoare neagră (Dryocopus martius), presură de grădină (Emberiza hortulana), șoimul rândunelelor (Falco subbuteo), muscar-gulerat (Ficedula albicollis), muscar (Ficedula parva), becațină comună (Gallinago gallinago), Gallinago media, ciuvică (Glaucidium passerinum), cocor (Grus grus), codalb (Haliaeetus albicilla), stârc pitic (Ixobrychus minutus), sfrâncioc roșiatic (Lanius collurio), sitar de mâl (Limosa limosa), grelușelul-de-tufiș (Locustella fluviatilis), ciocârlie de pădure (Lullula arborea), filomelă (Luscinia luscinia), gușă albastră (Luscinia svecica), gaia roșie (Milvus milvus), Motacilla citreola, alunar (Nucifraga caryocatactes), viespar (Pernis apivorus), pitulice verzuie (Phylloscopus trochiloides), ciocănitoare de munte (Picoides tridactylus), ciocănitoare verzuie (Picus canus), cresteț cenușiu (Porzana parva), cresteț pestriț (Porzana porzana), cristei de baltă (Rallus aquaticus), chiră de baltă (Sterna hirundo), silvie porumbacă (Sylvia nisoria), cocoșul de mesteacăn (Tetrao tetrix tetrix), fluierar de mlaștină (Tringa glareola), fluierarul de zăvoi (Tringa ochropus), sturzul viilor (Turdus iliacus), pupăză (Upupa epops).